# Hreiðmarr
Hreiðmarr è una figura della mitologia norrena. Egli è padre di Fáfnir, Ótr e Reginn.

## Nella letteratura

### Nella Saga dei Volsunghi
Hreiðmarr è citato brevemente nella Saga dei Volsunghi, descritto come il padre dei nani Fáfnir, Ótr e Reginn. Non viene tuttavia affermato che egli stesso sia un nano. Un giorno egli viene visitato dagli dei Odino, Hœnir e Loki, che portano con sé e gli mostrano la pelliccia scuoiata di Ótr, il secondo dei suoi tre figli. Egli era stato ucciso il giorno stesso da Loki, che aveva scagliato un sasso contro il nano, mentre quest'ultimo era nella forma di una lontra e stava mangiando un pesce sul margine della cascata del nano Andvari. Hreiðmarr e i figli rimanenti decidono quindi di imporre un risarcimento, che gli dei dovranno pagare per aver causato la morte del nano. Tale risarcimento consiste nel riempire la pelliccia d'oro, per poi coprirla completamente d'oro rosso. Loki viene perciò mandato da Rán, la cui rete verrà usata dal dio per pescare il tesoro di Andvari nella cascata in cui egli abita sotto forma di luccio. Il nano offre il tesoro al dio, tenendo per sé però l'anello Andvaranautr. Il dio tuttavia, accorgendosi di ciò, prende anche il prezioso anello, che venne poi maledetto da Andvari assieme al resto dell'oro. Hreiðmarr riceve poi il tesoro, ma fa notare agli dei che una singola vibrissa della pelliccia di Ótr è rimasta scoperta. Odino la copre prontamente con l'anello Andvaranautr, sfilandoselo dal dito. La maledizione dell'anello presto si avvera, in quanto Hreiðmarr viene ucciso dal figlio Fáfnir, il quale nasconde poi il corpo del padre.

### Nell'Edda in Prosa
Si racconta di Hreiðmarr anche nella seconda parte dell'Edda in Prosa di Snorri Sturluson, lo Skáldskaparmál. La storia raccontata nel testo dell'autore islandese è molto simile a quella presente nella Saga dei Volsunghi. Si legge degli Asi Odino, Hœnir e Loki, che dopo essere partiti per esplorare tutto il mondo incappano in una lontra che stava mangiando un salmone sul margine di una cascata. Loki coglie un sasso dal suolo e lo scaglia contro il capo della lontra, uccidendola all'istante. Il dio esulta trionfante per il suo gesto, vantando d'aver preso una lontra e un salmone in un solo colpo. Gli dei prendono poi i due animali senza vita e li portano con sé. Arrivano in seguito ad una fattoria, il cui padrone portava il nome di Hreiðmarr, una persona di grande potere e abile nelle arti magiche. Gli dei chiedono se possono alloggiare nella sua casa per la notte, affermando di essere pieni di provviste, prima di mostrare la lontra e il salmone uccisi il giorno stesso. Vedendo la lontra Hreiðmarr riconosce il figlio, il nano Ótr, che soleva tramutarsi nell'animale per cacciare pesce. Il padrone chiama quindi i due figli rimanenti, Fáfnir e Reginn, assieme ai quali prende prigionieri gli dei, finché essi non decidono di offrire una risarcimento per salvare le proprie vite. Hreiðmarr avrebbe potuto richiedere quanta ricchezza desiderava. Un accordo viene preso, gli Asi avrebbero riempito la pelliccia di Ótr di oro rosso, coprendola anche nella sua interezza. Odino manda così Loki nel regno degli elfi oscuri, nel tragitto egli incontra però il nano Andvari. Egli viveva in un lago sotto forma di pesce, Loki decide perciò di catturarlo e lo ricatta, chiedendo tutto l'oro che il nano nasconde nella sua grotta, se voleva avere salva la propria vita. Il nano conduce Loki all'interno della caverna e offre tutto il suo oro al dio, tenendo in disparte l'anello Andvaranautr. Loki nota tuttavia il gesto del nano e chiede che gli venga consegnato pure il prezioso oggetto. Andvari prega però il dio di lasciargli l'anello d'oro, che ha il potere di moltiplicare le ricchezze del nano. Il dio si prende tuttavia pure Andvaranautr, che viene intanto maledetto da Andvari. Esso porterà infatti alla morte chiunque lo possiede. Tornanto alla fattoria di Hreiðmarr Loki mostra l'oro a Odino, che, incantato dalla bellezza dell'anello Andvaranautr, decide di prenderlo per sé. La pelliccia viene quindi riempita e coperta con l'oro, ma Hreiðmarr nota che una vibrissa del figlio è ancora scoperta. Odino deve quindi cedere il prezioso anello e in seguito Loki ripete la maledizione di Andvari. Dopo che gli dei sono partiti Fáfnir e Reginn chiedono al padre di dividere l'oro. Hreiðmarr decide tuttavia di tenere per sé tutto il tesoro, scatenando l'ira dei figli, che lo uccideranno.

### Nell'Edda poetica
Si cita la figura di Hreiðmarr anche nell'Edda poetica, precisamente nel Reginsmál, il discorso di Regin. Egli viene introdotto come padre di Reginn, il quale racconterà in seguito dei suoi due fratelli, Fáfnir e Ótr, anche loro figli Hreiðmarr. Così se ne parla nella corta introduzione in prosa al canto:
Il canto prosegue narrando gli episodi dell'uccisione di Ótr da parte di Loki e del risarcimento chiesto da Hreiðmarr. Dopo la consegna dell'oro i due figli restanti, Fáfnir e Reginn, chiedono una parte del tesoro al padre, ma egli rifiuta di condividerne con alcuno. Fáfnir decide quindi di uccidere il padre mentre egli dormiva.
Vengono in questo punto del racconto citate anche le due figlie di Hreiðmarr, Lyngheiðr e Lofnheiðr, alle quali il padre chiede di vendicare la propria morte, ponendo fine alla vita di Fáfnir. Lyngheiðr si mostra contraria, Hreiðmarr le chiede quindi di partorire quantomeno una figlia, il cui futuro figlio vendicherà la morte dell'antenato.
sappiate che la mia vita è finita,

punitelo, il criminale bastardo.

Rispose Lyngheiðr:

non è per una sorella,

anche se si perde il padre,

punire i crimini del fratello.»
Almeno abbi una figlia, Disa dal cuore di lupo,

se non avrai un figlio dal principe;

partorisci una figlia per il bisogno;

suo figlio vendicherà dunque il crimine.»
In seguito Hreiðmarr muore, Fáfnir si impadronisce quindi di tutto l'oro. Così si conclude la narrazione riguardante Hreiðmarr.